# Соларо ди Вилланова, Паоло Джузеппе
Паоло Джузеппе Соларо ди Вилланова (итал. Paolo Giuseppe Solaro di Villanova) или Поль Жозеф Солар де Вильнёв (фр. Paul-Joseph Solar de Villeneuve); 24 января 1743, Сибиу, Княжество Трансильвания — 9 сентября 1824, Турин, Сардинское королевство) — итальянский куриальный кардинал. Епископ Аосты с 20 сентября 1784 по 15 мая 1803. Кардинал-священник с 23 сентября 1816, с титулом церкви Сан-Пьетро-ин-Винколи с 24 ноября 1823 по 9 сентября 1824. 